# Iville
Iville és un municipi francès situat al departament de l'Eure i a la regió de Normandia. L'any 2007 tenia 459 habitants.

## Demografia

### Població
El 2007 la població de fet d'Iville era de 459 persones. Hi havia 154 famílies, de les quals 28 eren unipersonals (16 homes vivint sols i 12 dones vivint soles), 51 parelles sense fills, 71 parelles amb fills i 4 famílies monoparentals amb fills.
La població ha evolucionat segons el següent gràfic:
Habitants censats

### Habitatges
El 2007 hi havia 176 habitatges, 165 eren l'habitatge principal de la família, 1 era una segona residència i 10 estaven desocupats. 173 eren cases i 3 eren apartaments. Dels 165 habitatges principals, 127 estaven ocupats pels seus propietaris, 32 estaven llogats i ocupats pels llogaters i 6 estaven cedits a títol gratuït; 9 tenien dues cambres, 12 en tenien tres, 35 en tenien quatre i 109 en tenien cinc o més. 132 habitatges disposaven pel capbaix d'una plaça de pàrquing. A 67 habitatges hi havia un automòbil i a 88 n'hi havia dos o més.

### Piràmide de població
La piràmide de població per edats i sexe el 2009 era:
| Homes | Edats   | Dones |
| ----- | ------- | ----- |
| 0     | 95 o +  | 0     |
| 0     | 90 a 94 | 0     |
| 0     | 85 a 89 | 0     |
| 0     | 80 a 84 | 0     |
| 4     | 75 a 79 | 4     |
| 12    | 70 a 74 | 20    |
| 4     | 65 a 69 | 4     |
| 4     | 60 a 64 | 4     |
| 16    | 55 a 59 | 16    |
| 20    | 50 a 54 | 24    |
| 24    | 45 a 49 | 4     |
| 32    | 40 a 44 | 20    |
| 12    | 35 a 39 | 20    |
| 8     | 30 a 34 | 12    |
| 8     | 25 a 29 | 8     |
| 4     | 20 a 24 | 8     |
| 28    | 15 a 19 | 16    |
| 20    | 10 a 14 | 16    |
| 4     | 5 a 9   | 8     |
| 8     | 0 a 4   | 8     |

## Economia
El 2007 la població en edat de treballar era de 310 persones, 222 eren actives i 88 eren inactives. De les 222 persones actives 201 estaven ocupades (114 homes i 87 dones) i 21 estaven aturades (10 homes i 11 dones). De les 88 persones inactives 35 estaven jubilades, 22 estaven estudiant i 31 estaven classificades com a «altres inactius».

### Ingressos
El 2009 a Iville hi havia 170 unitats fiscals que integraven 473 persones, la mediana anual d'ingressos fiscals per persona era de 18.403 €.

### Activitats econòmiques
Dels 12 establiments que hi havia el 2007, 2 eren d'empreses de fabricació d'altres productes industrials, 4 d'empreses de construcció, 2 d'empreses de comerç i reparació d'automòbils, 1 d'una empresa d'hostatgeria i restauració, 2 d'empreses de serveis i 1 d'una empresa classificada com a «altres activitats de serveis».
Dels 4 establiments de servei als particulars que hi havia el 2009, 1 era un taller de reparació d'automòbils i de material agrícola, 1 paleta, 1 fusteria i 1 empresa de construcció.
L'any 2000 a Iville hi havia 10 explotacions agrícoles que ocupaven un total de 480 hectàrees.

## Equipaments sanitaris i escolars
El 2009 hi havia una escola elemental integrada dins d'un grup escolar amb les comunes properes formant una escola dispersa.

## Poblacions més properes
El següent diagrama mostra les poblacions més properes.